# Bonifacio Ammanati
Bonifacio Ammanati (Pistoia, 1340/1350 – Aigues-Mortes, 19 luglio 1399) è stato uno pseudocardinale italiano, creato dall'antipapa Benedetto XIII.

## Biografia
Nacque a Pistoia tra il 1340 ed il 1350.
L'antipapa Benedetto XIII lo elevò al rango di (pseudo) cardinale nel concistoro del 21 dicembre 1397.
Venne assassinato il 19 luglio 1399 ad Aigues-Mortes.